# Редіу (Васлуй, Васлуй)
Редіу (рум. Rediu) — село у повіті Васлуй в Румунії. Адміністративно підпорядковане місту Васлуй.
Село розташоване на відстані 273 км на північний схід від Бухареста, 2 км на захід від Васлуя, 59 км на південь від Ясс, 136 км на північ від Галаца.

## Населення
За даними перепису населення 2002 року у селі проживали 1369 осіб. Усі жителі села рідною мовою назвали румунську.
Національний склад населення села:
| Національність | Кількість осіб | Відсоток |
| -------------- | -------------- | -------- |
| румуни         | 1224           | 89,4%    |
| цигани         | 144            | 10,5%    |